# Rivolta albanese del 1432-1436
La rivolta albanese del 1432-1436 fu una serie di conflitti tra i ribelli albanesi e l'Impero ottomano durante il primo periodo di dominio ottomano nella regione. Spinti dalla sostituzione di gran parte della nobiltà locale con i proprietari terrieri ottomani, del governo centralizzato e del sistema fiscale ottomano, la popolazione e i nobili, guidati principalmente da Giorgio Arianiti, si ribellarono contro gli ottomani.
Durante le prime fasi della rivolta, molti proprietari terrieri (timar) furono uccisi o espulsi. Man mano che si diffuse la ribellione, i nobili, i cui possedimenti erano stati annessi dagli ottomani, tornarono per unirsi alla rivolta e furono avviati tentativi di formare alleanze con il Sacro Romano Impero. Anche se i capi della rivolta riuscirono a sconfiggere le successive campagne ottomane, non arrivarono a catturare molte importanti città del sangiaccato d'Albania. Gli assedi prolungati come quello di Argirocastro, capitale del sangiaccato, diedero all'esercito ottomano il tempo di radunare grandi forze da altre parti dell'Impero e di sottomettere la principale rivolta entro la fine del 1436. Le forze ottomane condussero una serie di massacri all'indomani della rivolta.
Dopo la repressione della rivolta, coloro che accettarono la sovranità ottomana furono inizialmente autorizzati a mantenere i loro possedimenti e la parziale autonomia. Furono concessi molti timar anche agli albanesi locali che ricoprivano alti incarichi nell'amministrazione, specialmente durante il governo di Yakup Bey Muzaka e Skanderbeg. Durante il processo di pacificazione, varie aree principalmente rurali erano ancora in rivolta e scoppiarono nuove ribellioni, come quella di Teodoro Musachi nel 1437. Man mano che l'impero estendeva ulteriormente la sua area di governo nei Balcani, ripresero i tentativi di centralizzazione e di sostituzione dei detentori di timar locali con i proprietari terrieri ottomani. Queste politiche avrebbero portato in parte alla formazione della Lega di Alessio sotto Scanderbeg nel 1444 e a una nuova era nelle guerre ottomano-albanesi.

## Sfondo

Il Sangiaccato d'Albania nel 1431

A poco a poco tra la fine del XIV e l'inizio del XV secolo l'Impero ottomano sconfisse i principati albanesi locali, formando il sangiaccato d'Albania come divisione amministrativa dell'impero. Come parte del sistema timar, i feudatari locali furono in gran parte sostituiti con ottomani dell'Anatolia. L'indagine catastale (defter) del 1431-1432 indica che circa il 75-80% dei timar furono concessi agli spahis musulmani ottomani (cavalleria feudale), mentre il resto e le aree particolarmente remote, che non erano sotto il pieno controllo ottomano, furono concesse agli spahis albanesi, sia cristiani che musulmani. La sostituzione della nobiltà esistente con il sistema timar portò ai conflitti, a seguito dei quali molte aree rurali non erano sotto il completo dominio ottomano.
Secondo il codice fiscale precedente, gli agricoltori erano tenuti a pagare un decimo della loro produzione agricola stagionale, 1 ducato e 4 grosh (due noni di ducato) ai loro signori. Il sistema ottomano mirava all'aumento delle entrate per sostenere le spese militari, e pertanto vennero imposte nuove tasse e furono modificate quelle esistenti. In aggiunta a un decimo della produzione agraria, le famiglie musulmane convertite dovevano pagare 22 akçe (~0,6 ducati) ai titolari di timar, mentre le famiglie non musulmane dovevano pagare 25 akçe (~0,7 ducati). Entrambi i gruppi erano soggetti a tasse aggiuntive tra cui l'avarız, una tassa annuale sui contanti che colpiva le famiglie registrate ai catasti. I non musulmani dovevano anche pagare 45 akçe (~ 1,3 ducati) come parte della jizya e dovevano rifornire regolarmente lo stato ottomano di giovani reclute in conformità con il devşirme, che richiedeva l'arruolamento di giovani maschi nell'esercito ottomano e la loro conversione all'Islam.
Di conseguenza, i cambiamenti nei diritti di proprietà, i rapporti tra feudatari e contadini, il sistema fiscale e l'emanazione del devşirme portarono a un'ulteriore resistenza. Poiché i cambiamenti che interessavano sia i nobili che i contadini furono attuati principalmente attraverso la registrazione nel rilevamento catastale, molte famiglie cercarono di evitare di essere registrate nel rilevamento del 1431-1432 e si rifugiarono nelle zone montuose, mentre la nobiltà si preparava al conflitto armato.

## Rivolta

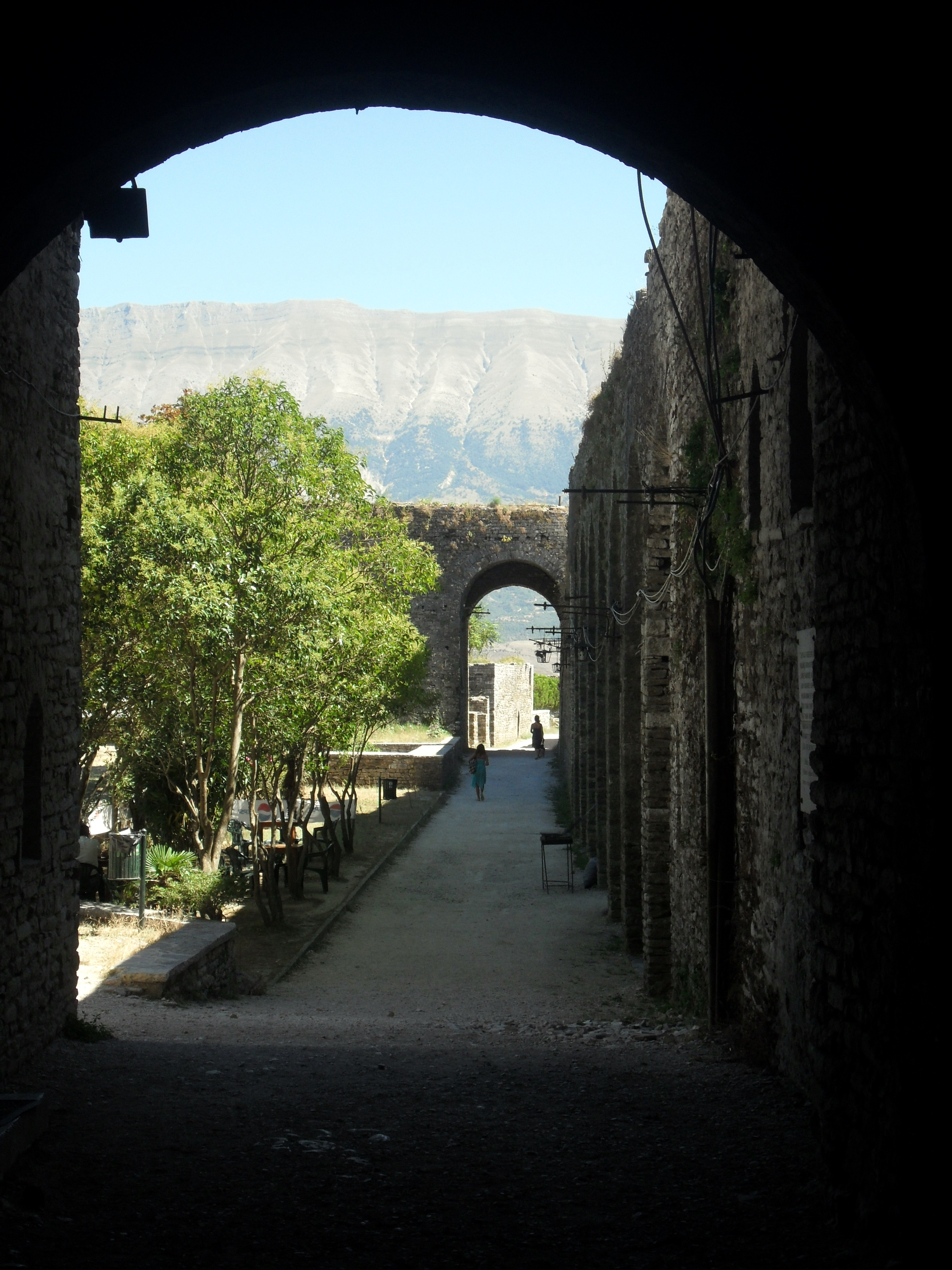
Il castello di Argirocastro fu assediato da Depë Zenebishi, che fu sconfitto da Turahan Bey

La rivolta iniziò nel 1432 quando Andrea Thopia sconfisse una piccola forza ottomana nell'Albania centrale. La sua vittoria incoraggiò gli altri capi e la rivolta si diffuse in tutta l'Albania. Nello stesso anno gli ottomani persero il controllo del porto centrale di Valona. Giorgio Arianiti, che viveva alla corte ottomana come ostaggio, fu chiamato dai ribelli a guidare la rivolta nei domini della sua famiglia. In risposta, fuggì da Edirne e tornò in Albania. Nell'inverno del 1432, il sultano Murat II radunò circa 10 000 soldati al comando di Ali Bey, che marciò lungo la via Egnatia e raggiunse la valle centrale di Shkumbin, dove cadde in un'imboscata e fu sconfitto dalle forze di Giorgio Arianiti. La sua vittoria spinse gli albanesi nell'area di Argirocastro a chiamare Depë Zenebishi, che si era stabilito nelle sue proprietà a Corfù dopo la conquista ottomana del Principato di Argirocastro, per guidare i ribelli nel sud. Dopo aver esteso la rivolta nelle aree limitrofe tra cui Këlcyrë, Zagorie e Pogon, le sue forze assediarono la città meridionale di Argirocastro, capitale del sangiaccato d'Albania. Nella vicina Këlcyrë i ribelli conquistarono il castello, ma l'assedio simultaneo di Argirocastro fu prolungato e Turahan Bey attaccò e sconfisse le truppe che circondavano la città all'inizio del 1433. Zenebishi stesso fu catturato e giustiziato.
Nell'estate del 1433 un esercito guidato da Sinan Pasha, beylerbey di Rumelia, saccheggiò le zone di Kanina e Yannina e si spostò verso nord, dove sottomise i ribelli nei domini di Giovanni Castriota, che fu nuovamente ridotto allo stato di vassallo, mentre suo figlio Skanderbeg, anch'egli chiamato a unirsi alla rivolta, rimase al servizio ottomano in Anatolia. Nell'agosto del 1433 il senato di Venezia si riunì per valutare la situazione e ritenne che la rivolta rappresentasse una minaccia anche per i territori veneziani della regione. Tuttavia, entro la fine di ottobre rivalutarono la crisi e rifiutarono lo schieramento di una galea da guerra nelle colonie veneziane. Nell'Albania settentrionale Nicolas Dukagjini conquistò i territori del Principato pre-ottomano di Dukagjini e assediò e catturò Dagnum. Dukagjini cercò quindi di allearsi con Venezia offrendo di accettare la sovranità veneziana e concedendo alla Serenissima il controllo di Dagnum. Tuttavia, Venezia rifiutò qualsiasi tipo di coinvolgimento nel suo piano e nella rivolta in generale. Dukagjini non era a conoscenza del fatto che Hasan Bey, il governatore ottomano di Dagnum, avesse richiesto l'assistenza veneziana dopo la sua sconfitta. Poiché Venezia non voleva provocare l'ostilità ottomana, fu ordinato al capitano di Scutari di assistere Hasan Bey nella riconquista di Dagnum. Successivamente le armi furono inviate alla guarnigione di Alessio e nel 1435 il forte fu restituito al controllo ottomano. Nell'Albania centrale, Andrea Thopia assediò senza successo il castello di Croia (Krujë) mentre nella regione di Valona iniziò l'assedio del forte di Canina. Valona fu persa per mano dei ribelli già nel maggio 1432, ma fu probabilmente recuperata nel maggio 1434 poiché i documenti veneziani dell'epoca menzionano un funzionario ottomano (subaşi) di stanza lì in quel momento.
Un altro esercito ottomano fu radunato a Manastir nell'estate del 1434. Sempre sotto il comando di Sinan Pasha, questa spedizione ottomana fu sconfitta da Giorgio Arianiti nell'Albania centro-meridionale nell'agosto 1434. Dopo la sua sconfitta, a tutti i bey dei territori confinanti con l'Albania fu ordinato di radunare le loro forze e attaccare i ribelli. Nel dicembre 1434 Ishak Bey, sanjakbey di Üsküb marciò nell'Albania centro-meridionale ma fu sconfitto da Giorgio Arianiti. Le fonti dell'epoca del senato di Ragusa menzionano che molti soldati ottomani furono catturati, mentre Ishak Bey fuggì con un piccolo gruppo. Nell'aprile 1435 Arianiti sconfisse un'altra campagna ottomana e le ostilità di fatto cessarono fino all'inizio del 1436, poiché gli sforzi militari di Murat II si concentrarono contro Ibrahim di Karaman in Anatolia. Alla fine del 1435 i rapporti del senato ragusano valutarono la situazione tranquilla e rilevarono che i belligeranti si erano ritirati nei rispettivi territori.
Durante la rivolta furono fatti molti tentativi per formare una coalizione anti-ottomana che includesse il Sacro Romano Impero. Papa Eugenio IV chiese l'invio di truppe per assistere la rivolta e cercò di raccogliere fondi. Nel 1435, l'imperatore del Sacro Romano Impero Sigismondo di Lussemburgo inviò Fruzhin, un nobile bulgaro, e all'inizio del 1436 Daud, un pretendente al trono ottomano, per negoziare la possibilità di una coalizione con i ribelli. Tuttavia, entro la metà del 1436 fu radunata una grande forza sotto Turahan Bey. Nonostante le vittorie militari, i capi ribelli agirono autonomamente senza una leadership centrale, la cui mancanza contribuì notevolmente alla loro sconfitta finale. Le forze di Turahan, alla fine, sottomisero la rivolta e marciarono attraverso l'Albania, commettendo massacri diffusi di civili.

## Conseguenze

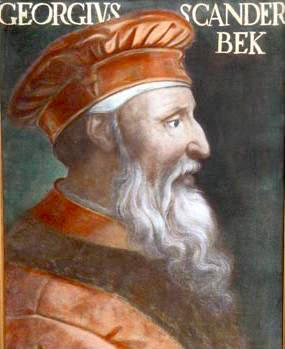
Negli anni 1440, Scanderbeg divenne il capo della prima fase delle guerre ottomano-albanesi.

Al fine di stabilizzare l'autorità ottomana, Murat II nominò gli albanesi nativi come Yakup Bey Muzaka e Scanderbeg a posizioni elevate all'interno del sangiaccato d'Albania. Ai nobili che accettarono la sovranità ottomana furono concessi i loro possedimenti pre-ottomani e le proprietà di confine, nonché un grado di autonomia, mentre altri furono esiliati o continuarono a combattere. Nel 1436-1437, i ribelli erano attivi nelle regioni di Argirocastro e Valona e Teodoro Musachi guidò una rivolta nella regione di Berat. Poiché molti ribelli utilizzavano i territori veneziani come Scutari e Parga come basi per lanciare incursioni nel territorio ottomano, i rappresentanti di Maometto II chiesero ai veneziani di mettere fuori legge la loro attività nell'ottobre 1436.
Con l'espansione del dominio ottomano nei Balcani, i detentori di timar e i funzionari albanesi furono nuovamente sostituiti con quelli anatolici. Le politiche sullo status quo ante bellum degli ottomani portarono gradualmente alla formazione della Lega di Alessio sotto Scanderbeg nel 1444 e all'inizio di una nuova era nelle guerre ottomano-albanesi.